# Charqueada
Charqueada ist eine Stadt im Bundesstaat São Paulo, Brasilien. Die Stadt hat eine Fläche von 175,998 km². Sie hatte im Jahr 2018 nach offizieller Schätzung etwa 17.000 Einwohner, das sind 85,8 Einwohner/km². Charqueada liegt 610 Meter über den Meeresspiegel.

## Geschichte
Die Gemeinde wurde 1953 durch Landesgesetz gegründet.

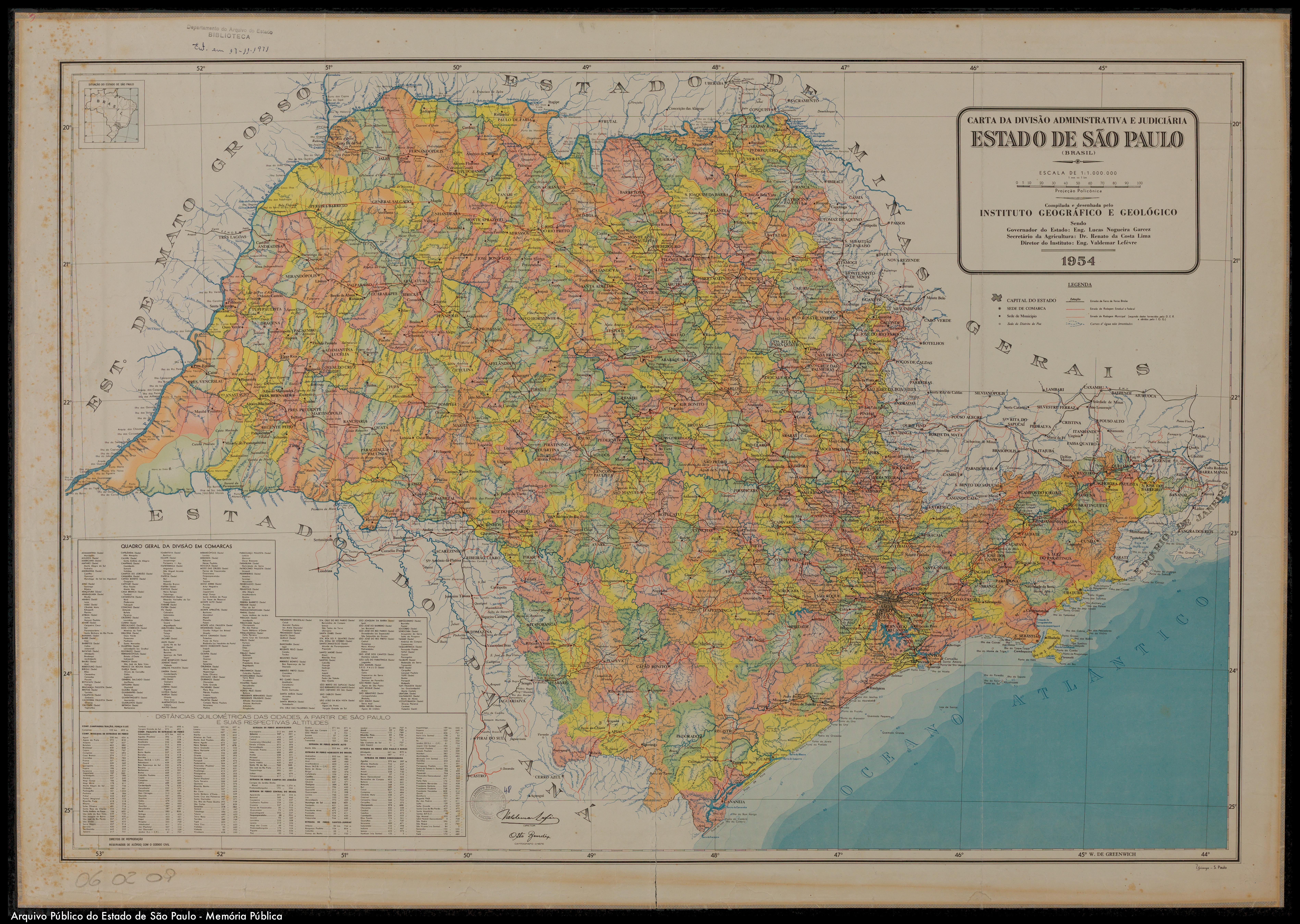
Karte des Bundesstaates São Paulo (1953).

## Religion
Das Christentum ist in der Stadt wie folgt vertreten:

### Römisch-katholische Kirche
Die katholische Kirche in der Gemeinde ist Teil der Bistum Piracicaba.

### Protestantische Kirche
In der Stadt gibt es die unterschiedlichsten evangelischen Glaubensrichtungen, hauptsächlich Pfingstler, darunter die brasilianischen Assemblies of God (die größte evangelische Kirche des Landes), die Christliche Kongregationalistische Kirche in Brasilien, und andere.